# Joseph Bertrand
Joseph Louis François Bertrand (født 11. marts 1822 i Paris, død 3. april 1900) var en fransk matematiker.
Bertrand blev 1862 professor i matematisk fysik ved Collège de France og var fra 1874 sécrétaire perpétuel ved
Videnskabernes Akademi i Paris. 1884 optog Det Franske Akademi ham som medlem.
Bertrand har skrevet ypperlige lærebøger både for den højere og for den mere elementære undervisning. Der findes desuden i Journal de l'école politique, Liouvilles Journal og Comptes rendus de l'Académie des Sciences mange afhandlinger af ham, der behandler geometri, funktionslære, talteori, mekanik og matematisk fysik.
I sine senere år beskæftigede han sig med historiske arbejder, særlig store matematikeres biografier.